# Liu Yunqiao
Liu Yunqiao (en chino, 刘云樵) (Cangzhou, Hebei, China, 2 de marzo de 1909 - ), fue un maestro marcial que nació en el condado de Cang de la provincia de Hebei, China. Su vida y entrenamiento fueron muy interesantes, ya que fundó la escuela Wutan en Taiwán, donde se imparte conocimiento marcial a nivel mundial.
Fue un agente secreto e instructor de guardaespaldas del Kuomintang (Fuerzas de Taiwán separadas de China), condiscípulo de Li Chenwu (guardaespaldas de Mao Zedong, presidente de China) y de Huo Diang Ge (霍殿阁)(1886-1942)(Guardaespaldas del Último Emperador Puyi).

## Su vida
Estudió desde la juventud Puño largo de Taizu de la familia, y MiZongQuan aprendido del escolta de su abuelo ZhangYaoTing. Cuando tenía 9 años, su padre empleó al famoso LiShuWen 李书文 líder en BaJiQuan, para que fuera su escolta y para enseñarle artes marciales. En la década que sigue, él podía aprender completamente lo mejor de los artes de Li tales como BaJiQuan, PiGuaZhang, lanza, personal… etc. Cuando estaba maduro, él siguió a Li y visitó a artistas marciales en ShanDong. Más adelante, él también estudió debajo del famoso Ding Zi Cheng 丁子成 LiuHe Mantis Religiosa en el condado de Huang en ShanDong, y el BaGuaZhang del famoso GongBaoTian 宮寶田 en YanTai. El Gran Maestro Liu estudió en forma incansable en la vida, y no celebró ninguna inhibición con respecto a diferencias del estilo.
Le criaron en el período de partes que guerreaban en China, y participaron en la guerra anti-Japonesa y la guerra civil china. Él organizó a militares en su juventud, arriesgó su vida y fue herido muchas veces. Después de llegar Taiwán en sus Edad Media, él tomó la responsabilidad de promover arte marcial chino. Él tomó la posición como instructor principal de los artes marciales para los escoltas presidenciales; Creó la Escuela Wutan para fomentar intereses en los artes, así como crear las clases de entrenamiento del arte marcial de Wutan y para dar instrucciones a la juventud, contribuyó inmensamente al crecimiento de artes marciales chinas.
El Gran Maestro Liu es capaz en artes de literatura y en artes marciales. Su caligrafía en negrilla es hermosa y transporta completamente una personalidad valiente y caballerosa marcial del artista, y fue admirada mucho por sus contemporáneos. El Gran Maestro Liu vivió una vida con la conducta moral muy alta, y es un modelo muy bueno para todos.

## Su entrenamiento
El Gran Maestro Liu se hizo discípulo de LiShuWen 李书文 líder del bajiquan, en una edad muy joven. Su familia era rica e influyente y podía contratar a LiShuWen 李书文 para vivir en la familia de Liu para proporcionar la educación marcial del joven Liu. La rutina diaria de Liu incluyó el entrenamiento del arte marcial en la madrugada, lectura y escritura por la mañana, y entrenamiento del arte marcial otra vez después del almuerzo. El estilo de la enseñanza de Li era extremadamente severo. Cerca de medio año al comienzo del discipulaje de Liu implicó el no practicar nada sino pararse como un poste. Lo aburrieron y Liu joven pidió que su padre pidiera a Li para enseñara algo que un joven encontrara interesante. Li contestó con una cara severa que si no tienen gusto de su manera de trabajar y no entrenan a un paso por vez, él se iría inmediatamente. Liu no tenía ninguna opción sino seguir el entrenamiento rígido de Li. De alguna manera, Li creó en Liu un espíritu competitivo y resuelto, y asistió grandemente a Liu a través del entrenamiento casi incansable. Dio al joven unas bases inusualmente fuerte en muchos aspecto el arte marcial enseñado por Li, incluyendo la “habilidad ligera del cuerpo”. En aquel momento, Li estaba ya en los sus años 60, y él utilizó el tiempo que vivía con la familia de Liu reorganizando y resumiendo su experiencia en el entrenamiento y la lucha. Tanto en el arte de bajiquan y del piguazhang tuvo un cambio importante en la edad avanzada de Li. Este era la razón el de que el bajiquan de Gran Maestro Liu era perceptiblemente diferente del de otros estudiantes de LiShuWen 李书文.

## Arte marcial y vida diaria
El Gran Maestro Liu dio instrucciones a escoltas en el palacio presidencial a partir del tres a nueve de la mañana, él dormiría luego por unas par de horas. El Gran Maestro Liu se llevó siempre con una columna recta y la cintura, con su barbilla recogida y su cabeza inclinada levemente a la derecha y a la izquierda. Él mantuvo esta postura a través de sus horas el despertar, sin importar si él se sentaba, se colocaba o caminaba. Según él, esto es un hábito adquirido a partir de años de entrenamiento de bajiquan. Podría hacerlo siempre aunque hubiera una muchedumbre en una calle muy transitada debido a su postura única. Para alcanzar un alto nivel en su entrenamiento de artes marciales, uno necesita combinar su entrenamiento del arte marcial con su vida diaria. Según el Gran Maestro Liu, cuando el Gran Maestro Li ShuWen practicaba sus técnicas de palma, él dormía sin una almohada y en lugar de ésta utilizó su palma para suspender su cabeza durante sueño.

## Liu el viejo Taoísta
El Gran Maestro Liu hacía demostraciones raramente cuando él enseñaba a la mayoría de la gente, y era incluso más raro verlo de sparring con los estudiantes. Una vez que él demostraba un uso, y a mí sentía que sus brazos eran extremadamente deslizadizos y duros de detectar. Cuando él dijo que él iba a utilizar su mano derecha para pegar, era siempre su mano derecha para golpearme en el extremo… y mis reacciones a sus movimientos estaban aparentemente bajo su control. Los escoltas en el palacio presidencial usado para llamar a Gran Maestro Liu “Liu el viejo Taoísta” exactamente debido a sus técnicas aparentemente mágicas -- como un Taoísta viejo que realiza una ilusión.

## Técnicas especiales
Entre los discípulos del Gran Maestro Liu había una rumor que su técnica en especial era el PA mong HU ying shan, o el “tigre feroz sube la montaña despiadadamente”, porque ésta era la una técnica que hizo famoso al Gran Maestro LiShuWen 李书文. Antes de salir de Taiwán, el Gran Maestro Liu pidió que seleccionara uno o dos técnicas y que las practicara constantemente como mis técnicas secretas personales para la autoprotección. Utilicé la oportunidad de preguntarle cuál era su especialidad. Él rio y dijo que él tiene gusto de practicar TA zhang (“palmas que se derrumban”) regularmente. La técnica de la palma que se derrumba utiliza dos jings secuenciales para estropear. Es una técnica difícil a realizarse bien, especialmente la generación de la segunda fuerza. Cuando aprendía esta técnica, no podía reproducir el sabor de mi profesor incluso después una cierta hora, que es algo inusual para mí. Cuando sabía ésta era su especialidad, yo realizó que el kungfu no puede ser falsificado practicando simplemente uno o dos días, pero alcanzado algo después de años de práctica. Cuando fui a la casa de Gran Maestro Liu a hacer una oferta mis adioses dos días antes de salir de Taiwán, él pidió que le pegara en su cuerpo. Él se sentaba en la silla que fumaba en ese entonces. Le pregunté si esto era una prueba para la técnica o para la fuerza. Él contestó “acaba de golpearme con fajing”. Me sentía algo confiado con mi kungfu en ese entonces y tenía miedo de lastimarlo, así que le di una advertencia señalando antes de que perfore. Sentía mi puño hecho entrar en contacto con su cuerpo, pero parecía no haber golpeado nada. Al mismo tiempo él lanzó repentinamente un grito grande, y fui despedido detrás y caí en la tierra. Él sonrió y cabeceó, decir “no pierda su kungfu, práctica duramente, hay metas todavía más altas y posteriores a alcanzar!”.

## Cronología
- 1909 nació en el 8.º día del segundo mes en el calendario lunar en la aldea de Ji-Tao, condado de Cang, provincia de Hebei, China.
- 1914 comenzó el entrenamiento en TaiZu ChangQuan (puño largo del emperador Song) y MiZongQuan (puño de la huella perdida) debajo de Zhang Yiao-Ten. Zhang, natural de Henan, servido debajo del abuelo de Liu en Henan como escolta personal y permaneció más adelante con la familia cuando el abuelo fue jubilado como oficial.
- 1916 se convirtió en discípulo (a puerta cerrada) con el “dios de la lanza” LiShuWen 李书文 y comenzó el entrenamiento de Bajiquan (puño de ocho extremos) y Piguazhang (Palmas Colgantes y Cortantes). Él también comenzó más adelante el entrenamiento de LiuHe DaQiang (lanza de seis armonías), de ShuaiBa Guen y de Pigua Dao (Pigua SABRE) de Li
- 1929 siguió a LiShuWen 李书文 para viajar alrededor de la provincia de Shandong, desafiando y siendo desafiado por los artistas marciales famosos. Consiguió el apodo de “pequeño titán de ShanDong”.
- 1932 finalmente paró en el condado de Huang, ShanDong y permaneció con uno de los discípulos antiguos de Li, el general Zhang Xiang Wu 張驤伍. Comenzó el entrenamiento en la espada de Taijiquan y de KuenWuChien con Zhang. Él también comenzó el entrenamiento en LiuHeTangLang (Mantis de seis armonías) debajo de Ding ZiCheng.
- 1934 Muerte de Li ShuWen.
- 1935 se fue para la ciudad de YenTai, Shandong, con GongBaoTian 宮寶田 y comenzó el entrenamiento en Baguazhang.
- 1937 después del comienzo de la invasión japonesa en China, entró a la escuela militar central de FongXiang, una 7.ª división de la escuela militar de HuangPu. Él estaba en el décimo quinto término.
- 1939 graduado como segundo teniente comenzó la línea de frente deber que defendía contra las fuerzas japonesas de la invasión en el área de las provincias de Shanxi y de Henan.
- 1941 casado con señora Zhu JianXia. Colocado en BaoJi como el capitán de la unidad del noroeste del detective de policía.
- 1943 colocado en la jefatura del sector del Chuan-Shan como la comisión del estado mayor general.
- 1949 llegado Taiwán con el gobierno nacionalista chino. Colocado como el jefe de la sección de los personales, estado mayor general de la jefatura de la división nuevamente fundada de Paracaidistas. Transferido más adelante al departamento de sección de los personales de la defensa nacional como el coronel del estado mayor general. Entonces colocado como el jefe del centro de distrito del norte de las jefaturas de las fuerzas combinadas del servicio.
- 1968 artes marciales del plomo team para visitar la Asia Sur-Oriental. Se convirtió más adelante el consejero de seguridad del palacio presidencial, entrenando a los personales de la seguridad para el presidente de la República de China.
- 1971 fundó el Grupo de artes marciales de WuTang y el centro de promoción de WuTang GuoShu.
- 1977 comenzó a entrenar al cuerpo docente de la sección en jefe unida.
- 1989 en la invitación de la asociación de Taiwán GuoShu, comenzó la tarea de crear un material de entrenamiento estandardizado para los artes marciales chinos.
- 1992 murió el 21 de enero a la edad de 83 años.